# كلام برقي
الكلام البرقي (كلام الأطفال القصير)، وفقًا لعلم اللغويات وعلم النفس، هو الكلام خلال مرحلة الكلمتين لاكتساب اللغة عند الأطفال، والتي تكون مقتضبة وفعالة.
الاسم مستمد من حقيقة أن الشخص الذي يرسل برقية كان يتم محاسبته بشكل عام بعدد الكلمات التي يرسلها.و لتوفير المال، عادة كان الناس يكتبون برقياتهم بأسلوب مختصر للغاية، بدون اروابط أو أدوات. فبينما يقوم الأطفال بتطوير لغتهم، يتكلمون بالمثل: عندما يقول الطفل «بابا هنا»، من المفهوم أن الطفل يعني «الأب موجود هنا»، مع حذف االفعل الرابط. الكلمات التي تم إسقاطها في هذا النمط من الكلام هي فئة مغلقة أو كلمات وظيفية أو كلمات وظيفية. 
في مجال علم النفس، يُعرّف الكلام البرقي على أنه شكل من أشكال التواصل يتكون من جمل بسيطة طويلها كلمتين غالبًا ما تتكون من اسم وفعل يلتزمان بالمعايير النحوية للغة الثقافة. على سبيل المثال، قد يقول طفل ناطق بالإنجليزية «أعط كب كيك» للتعبير عن رغبته في الحصول على كب كيك بدلاً من «أعطني كب كيك»، مثل طفل يتحدث اللغة التركية أو اليابانية. لاحظ الباحثون أن هذه الفترة من اكتساب اللغة تحدث في عمر ما بين 18-36 شهرًا وهي ليست موجودة فقط في الثقافات الناطقة باللغة الإنجليزية، ولكن قد توجد في جميع أنحاء العالم.
في البالغين، قد يشير وجود الكلام البرقي إلى مشكلة عصبية مثل تصلب الأنسجة المتعدد. الكلام البرقي شائع أيضًا في حالة فقدان القدرة على الكلام (حبسة بروكا)، والتي تنتج عن السكتة الدماغية التي تضر بالفص الأمامي السفلي. كما أنه من الاعراض المحتملة للفصام، كمظهر من مظاهر الخلل في الكلام. 